# Ian Dalrymple
Ian Dalrymple (* 26. August 1903 in Johannesburg, Südafrika; † 28. September 1989 in London) war ein britischer Filmproduzent, Drehbuchautor, Filmeditor und Filmregisseur.

## Leben
In Südafrika geboren, kam Dalrymple in jungen Jahren nach England und stieß nach einem Studium in Cambridge als Editor zum Filmgewerbe. Ab 1932 verfasste er sowohl in alleiniger Verantwortung als auch als Co-Autor Drehbücher. Ab 1941 war er auch als Filmproduzent tätig, bereits 1939 hatte er die Leitung der durch ihre Dokumentarfilme bekannte gewordene GPO Film Unit übernommen. Für seine Mitarbeit am Drehbuch von Der Roman eines Blumenmädchens erhielt Dalrymple 1939 den Oscar für das beste adaptierte Drehbuch, zugleich war er für seine Mitarbeit an dem Drehbuch zu Die Zitadelle für den gleichen Preis nominiert. Einige Jahre lang war er Vorsitzender der British Film Academy.

## Filmografie (Auswahl)
(B = Drehbuch, R = Regie, P = Produktion, S = Schnitt)
- 1932: Rom-Expreß (Rome Express) (S)
- 1933: The Ghoul (S)
- 1934: Little Friend (S)
- 1937: Sturm im Wasserglas (Storm in a Teacup) (B, R)
- 1938: Besuch zur Nacht (Divorce of Lady X) (B)
- 1938: Die Zitadelle (The Citadel) (B)
- 1938: Der Roman eines Blumenmädchens (Pygmalion) (B)
- 1939: Testflug QE 97 (Q Planes) (B)
- 1941: Pimpernel Smith (B)
- 1942: Listen to Britain (P)
- 1948: Die Schwindlerin (The Woman in the Hall) (B, P)
- 1948: Wettfahrt mit dem Tode (Once a jolly swagman) (P)
- 1953: Das Herz aller Dinge (The Heart of the Matter) (B)
- 1955: Mord ohne Mörder (Three Cases of Murder) (B, P)
- 1955: Ferien mit Papa (Raising a Riot) (P, B)
- 1956: An vorderster Front (A Hill in Korea) (B)
- 1957: Zustände wie im Paradies (The Admirable Crichton) (P)
- 1961: Diamanten an Bord (Hunted in Holland) (P, B)
- 1962: Hundert Stunden Angst (Mix Me a Person) (B)
- 1967: Ein Hornvieh namens Amalie (Calamity the Cow) (P)